# بيجو 203
بيجو 203 (بالإنجليزية: Peugeot 203)‏ هي سيارة من صناعة بيجو أنتجت في 1948م.